# Diphuduhudu
Diphuduhudu – wieś w Botswanie w dystrykcie Kweneng. Według spisu ludności z 2011 roku wieś liczyła 535 mieszkańców.